# مجمع‌الجزایر رشرش
مجمع‌الجزایر رشرش (انگلیسی: Recherche Archipelago) که نام محلی آن «خلیج جزایر» (Bay of Isles) است، گروهی از ۱۰۵ جزیره و بیش از ۱۲۰۰ صخره مانع کشتیرانی است که در ساحل جنوبی استرالیای غربی واقع‌اند. این جزایر ۲۳۰ کیلومتر از شرق به غرب کشیده شده‌اند و تا فاصله ۵۰ کیلومتری دور از ساحل را در بر می‌گیرند. جمعاً مساحتی حدود ۴۰۰۰ کیلومتر مربع را اشغال می‌کنند. مساحت ترکیبی سطح جزایر این مجمع‌الجزایر ۹٬۷۲۰ هکتار است.
گروه غربی در نزدیکی اسپرانس و گروه شرقی در خلیج ایزرائیلایت قرار دارد. بخشی از این جزایر به عنوان ذخیره‌گاه طبیعی مجمع‌الجزایر رشرش مشخص شده‌اند.
این جزایر عموماً برونزدهای گرانیتی هستند، اغلب با دامنه‌های شیب‌دار و معمولاً فاقد ساحل و شناگاه. شمار زیادی از عارضه‌ها و ناهمواری‌های این جزایر در زیر آب قرار دارند که برخی به هنگام مد دریا از آب بیرون می‌آیند.
ساحل این منطقه دستخوش برخی از شدیدترین امواج در کل استرالیا است به طوری که انرژی امواج باعث سایش سنگ‌ها تا ۱۰۰ متر در زیر آب به هنگام توفان می‌شود. میانگین ژرفای پهنه داخلی مجمع‌الجزایر۴۰ متر است.
جزیره میدل با مساحت ۱٬۰۸۰ هکتار بزرگ‌ترین جزیره در این مجمع‌الجزایر است.